# 森巴戰爭
森巴戰爭，又称中国-锡克战争，是道光年間克什米尔的森巴部落入侵西藏的戰爭。戰爭始於森巴吞併拉达克王国，繼而入侵阿里。藏軍收復阿里後，在拉達克境內被森巴軍擊敗，於是雙方議和。西藏與克什米爾達成協議，劃定拉達克與古格、普蘭之邊界，自此拉達克地區脫離阿里三圍。此戰之後，拉達克隨著查謨和克什米爾土邦淪為英國屬地，逐漸成為英屬印度的一部份。

## 背景

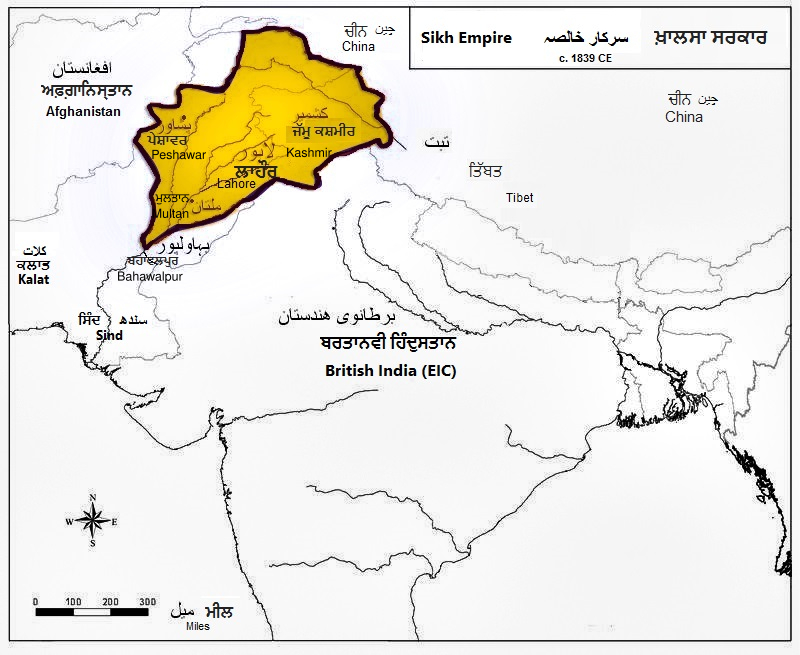
錫克帝國地图

森巴（藏語：སྀན་པ）是藏語對居住在印度北部查謨地區的多格拉人的稱呼。森巴分為然吉森、索熱森、谷朗森三大部落，最大者為然吉森。森巴部落原本臣屬於錫克帝國。19世紀前期，森巴頭人轉而依附英国，聯手對抗衰落中的錫克帝國。在英國東印度公司的支持下，森巴王族擺脫錫克人的支配，派兵吞併了清朝的屬國巴勒提（今吉尔吉特-巴爾蒂斯坦）、拉達克等地，成為今天整個克什米爾地區的統治者。1846年，查謨和克什米爾成為英屬印度的一個土邦，森巴君主古拉卜·辛格建立多格拉王朝，成為第一任“查謨和克什米爾大君”（Maharaja of Jammu and Kashmir）。

## 森巴入侵拉達克

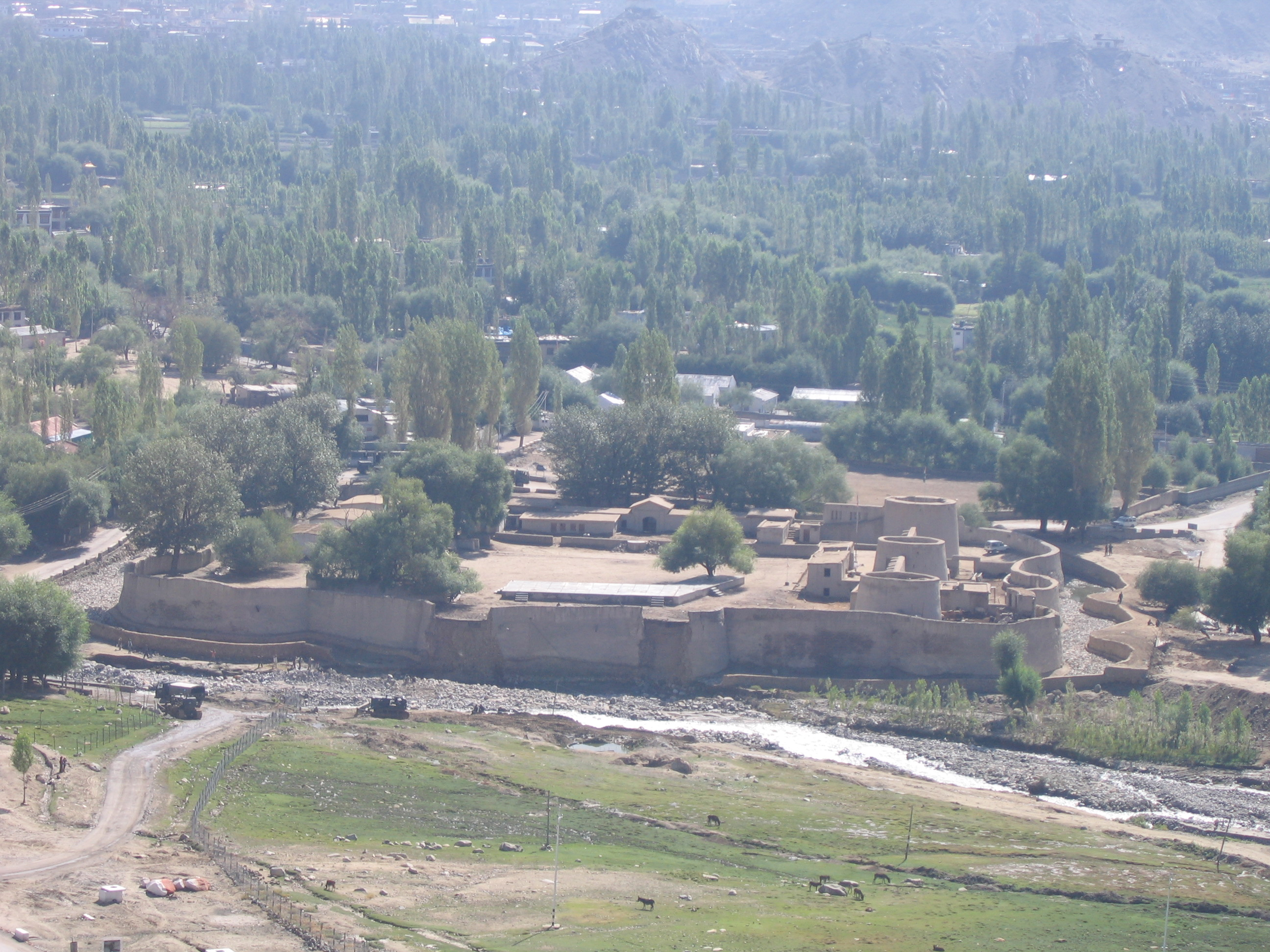
拉達克境內的左拉瓦爾城堡

1834年，索熱森部落的將領（維齊爾）左拉瓦爾·辛格（道格拉文：ज़ोरावर सिंह कहलुरिया）率軍入侵附屬於西藏的半獨立部落拉達克，拉達克王被迫向其稱臣納貢。道光二十年（1840年）末，左拉瓦爾以拉達克爽約為由，再次派兵入侵。拉達克王向西藏告急，駐藏大臣並不發兵救援。於是森巴軍隊佔領拉達克首都列城，吞併拉達克全境。此時清朝正與英國交戰，無暇顧及西陲。左拉瓦爾在拉達克得手後，把擴張的矛頭指向西藏阿里與新疆葉爾羌（今莎車縣）。查得西藏在阿里的駐軍僅有數百人，且距拉達克較近，遂定計先進兵阿里。

## 森巴入侵阿里

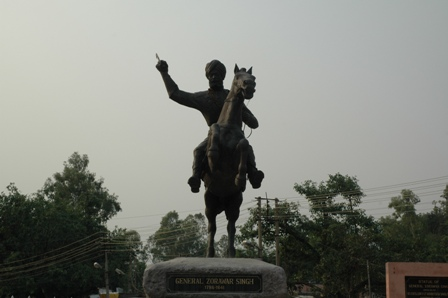
森巴主帥左拉瓦爾的雕像

道光二十一年（1841年）五月，在英國遠征軍入侵清朝東南沿海之際，左拉瓦爾·辛格率森巴及拉達克、巴勒提各族軍隊共七千餘人，以朝拜神山（岡仁波齊峰）聖湖（羊卓雍錯）為名，兵分三路，潛入西藏阿里境內。左拉瓦爾率北路軍沿班公錯東進，趨日土宗（今阿里地區日土縣），以防備新疆的援軍南下。駐防日土宗的藏軍僅二百餘人，被森巴軍隊擊潰。中路軍由諾諾色朗率領，溯獅泉河而上，攻克扎西崗、噶爾亞沙、噶爾宗（在今噶爾縣昆沙鄉）。南路軍由塔那達日指揮，沿象泉河前進，攻佔札布讓宗、達巴宗（均在今札達縣）。三路軍在噶爾宗昆沙會師後，一路向南推進，洗劫了阿里南部重鎮補仁宗（在今普蘭縣）。

## 藏軍反攻
深陷鴉片戰爭的清廷對森巴的入侵毫無防備。面對拉達克與阿里的失陷，清廷無力再抽調內地兵力增援，只得令駐藏大臣孟保、幫辦大臣海樸與西藏噶廈組織藏軍對森巴生番“進兵攻剿，痛加懲創”。噶廈派出噶倫索康·才旦多吉、戴琫（團長）比喜領兵馳援。藏軍先封鎖了阿里與後藏之間的馬攸木山口（在今普蘭縣與仲巴縣之間），防備森巴軍進入後藏，等待援軍齊集。九月末，藏軍收復補仁宗營寨及噶爾凍（噶爾渡，在噶爾縣南）。駐藏大臣從武庫中取出劈山砲兩門交付藏軍，以攻取森巴在幾湯地方新築之碉樓。不久，藏軍乘大雪在瑪旁雍錯南岸突襲森巴軍，士兵蚌米瑪在亂軍中斬殺森巴主帥左拉瓦爾。此戰藏軍大獲全勝，俘獲兩名拉達克大臣及森巴頭目四十餘人、士卒七百餘人。森巴軍潰敗，逃奔列城。藏軍追擊至列城附近的頓姆熱，但被森巴军击败。

## 签订条约
1842年9月17日，双方在列城达成和平条约，通过交换照会的方式执行。照会的文本指出，西藏和拉达克之间的“古老、既定的边界”将受到尊重。西藏承认拉达克被并入锡克帝国。锡克帝国放弃了古老的拉达克对西藏西部的领土要求。双方仍将留在自己的领土内。拉达克国王和王后被允许在拉达克和平地生活，拉达克国王将派遣两年一次的罗布恰克使团前往拉萨，而不是多格拉政权。两个地区之间的所有贸易都将按照“古老而既定的习俗”进行。